# Assabu
Assabu (jap. 厚沢部町 Assabu-chō) – miasto w Japonii, w prefekturze Hokkaido, w podprefekturze Hiyama. Według danych na rok 2020 miejscowość zamieszkiwało 3 592 mieszkańców , a gęstość zaludnienia wyniosła 7,8 os./km².